# 不伦瑞克号战列舰
不伦瑞克号战列舰是德意志帝国海军所建造的五艘不伦瑞克级前无畏战列舰的首舰，得名于不伦瑞克公国。它于1901年10月开始龙骨架设，1902年12月下水，至1904年10月交付使用。该舰装备有四门280毫米40倍径速射炮，最高速度为18節（33每小時）。如同世纪之交建造的所有其他前无畏舰一样，随着英国革命性的无畏号于1906年下水，不伦瑞克号很快便被淘汰；结果，它作为前线战列舰的运用生涯遭到缩短。
该舰入役后即被编入活动舰队（即公海舰队的前身）的第二战列分舰队。在此期间，它每年都要进行广泛的例行训练，并对外国展开友好访问。它还在战前的大部分运用生涯中担任旗舰。由于被新的无畏战列舰超越，不伦瑞克号于1913年退役，但仅一年后便随着第一次世界大战的爆发而重新启用。此时它被调配至第四战列分舰队，同时肩负着在北海保卫德国沿岸和在波罗的海与俄国舰队作战的任务。在1915年8月的里加湾海战期间，不伦瑞克号还曾与俄国战列舰光荣号交火。
至1915年底，兵员短缺和来自英国潜艇的威胁迫使德意志帝国海军撤回了不伦瑞克号这样的旧式战列舰。在战争余下的时间里，它先是担任指挥舰，然后是教练船，最后又作为宿营船使用。根据《凡尔赛条约》的条款，该舰在战争结束后被保留了下来，并于1921－22年间进行了现代化改造。不伦瑞克号曾在重组后的魏玛国家海军服役，担任驻北海海军部队的旗舰。它进行过数次海外巡航，其中包括1924年的深入大西洋之旅。不伦瑞克号于1926年1月再度退役，并于1931年1月正式从海军序列中除籍、沦为废船，随后拆解报废。

## 设计

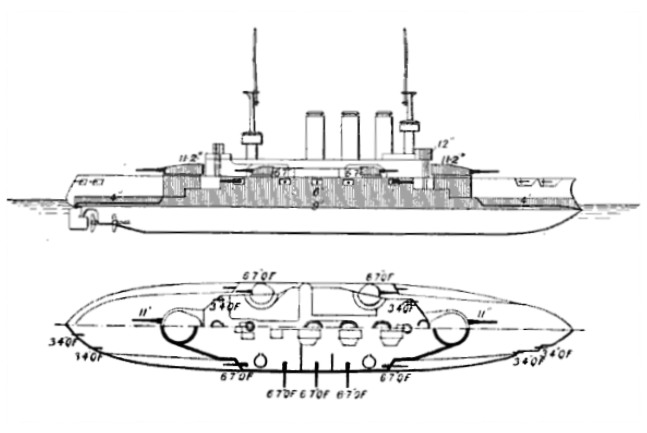
不伦瑞克级舰只线条画

1900年，由海军中将阿爾弗雷德·馮·鐵必制主导的第二部《舰队法》获得帝国议会通过，德意志帝国海军从而获得拨款用于建造建造一个全新的战列舰船级，以接替在1898年第一部《舰队法》中批准的维特尔斯巴赫级战列舰。此时，帝国海军的舰炮供应商克虏伯已经开发出口径达280毫米的速射炮；而此前采用该技术的最大口径炮仅为装备在维特尔斯巴赫级舰上的240毫米炮。海军办公室的设计部门为新战列舰采纳了280毫米炮，同时副炮口径也从150毫米增加至170毫米，原因是随着鱼雷的发展日益高效，鱼雷艇的威胁也越来越大。
尽管不伦瑞克级标志着德国早期战列舰的显著改进，但其设计依然在20世纪初的技术快速发展中成为牺牲品。配备十门12英寸（300）炮的英国战列舰无畏号于1906年12月入役，无畏舰的革命性设计使得当时德意志帝国海军的所有主力舰都沦为过时，其中便包括不伦瑞克号。
不伦瑞克号的水线长度和全长分别为126米和127.7米，有22.2的舷宽和8.1米的前吃水。其标准排水量为13208吨，满载排水量可达14394吨。标准船员编制则为35名军官及708名水兵。舰只配备了三台三缸立式三胀蒸汽机来驱动三副螺旋桨。蒸汽由八台海军式和六台筒形锅炉供应，全为燃煤式。不伦瑞克号的动力装置额定功率为12,000千瓦特（16,315匹公制馬力），最高速度达18節（33每小時）。它可以10節（19每小時）的巡航速度行驶5,200海里（9,600）。[
不伦瑞克号的主炮为四门280毫米40倍径速射炮，它们安装在分居中央舰艛前后两端的两座双联装炮塔内。副炮则包括十四门170毫米40倍径速射炮和十八门88毫米45倍径速射炮。武器套件中还有六具450毫米鱼雷发射管，其中艏、艉两端各一具，两边舷侧各两具，均置于船体的水下部分。不伦瑞克号受到克虏伯生产的渗碳装甲保护。其装甲带的厚度从110毫米至250毫米不等；舰舯堡垒部分有较厚的装甲，以保护弹药舱及轮机舱，而船体两端则覆以较薄的板材。它的甲板厚度为40毫米，主炮炮塔的装甲则有250毫米厚。

## 服役历史

不伦瑞克号的下水仪式

### 建成至1914年
不伦瑞克号于1901年10月24日在基尔的日耳曼尼亚船厂开始铺设龙骨，工程编号为97。作为同级的首舰，它是以合同代号“H”作为新增编入舰队的成员进行订购。不伦瑞克级即得名于首舰，同级的另外四个成员分别为阿尔萨斯号、黑森号、普鲁士号和洛林号。该舰于1902年12月20日下水，并以不伦瑞克公国命名，至1904年10月15日交付使用。随后，它开始了海试，并一直持续至12月底。舰只于9月25日便已被部署至主舰队的第二战列分舰队，以替代老旧的岸防舰奥丁号——尽管它直到12月底的试航结束后才正式加入该部队。加入分舰队后，不伦瑞克号又接替沃尔特号战列舰担任分舰队副司令、海军少将阿尔弗雷德·布罗伊辛的旗舰。

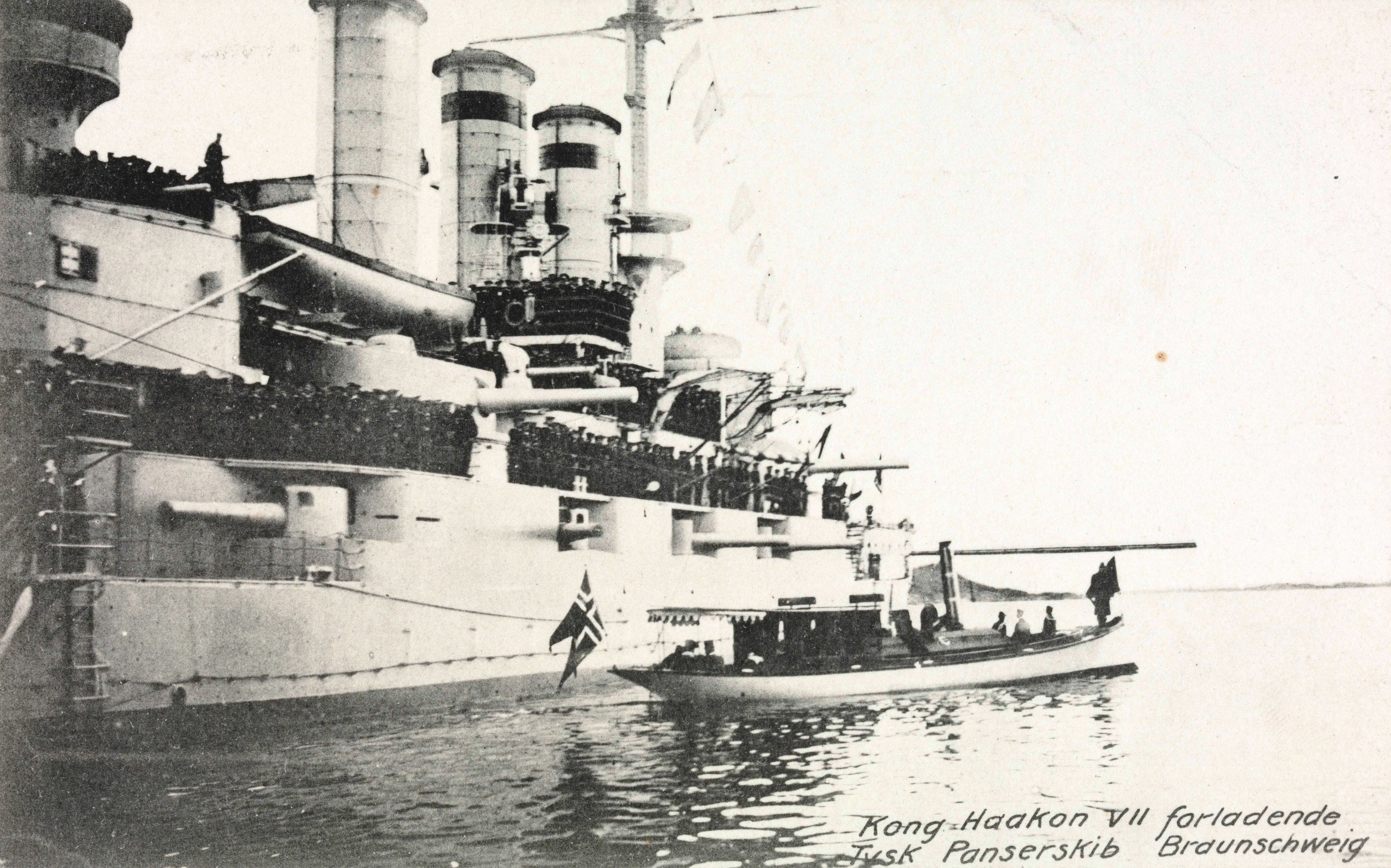
不伦瑞克号与哈康七世国王的驳船

在接下来的几年里，不伦瑞克号及舰队余部都在开展和平时期的训练，包括4月和5月的分舰队和舰队训练，6月和7月的大规模舰队巡航，然后是8月和9月由整个舰队参加的年度秋季演习。全年通常会以一次冬季训练巡航作为终结。在1905年2月的鱼雷训练中，战列舰沃尔特号于斯托勒格伦德附近搁浅；不伦瑞克号试图将其拉出但未能成功，遂召唤其它舰艇参与救援。8月，在年度舰队演习之前，英国海峡舰队在斯维内明德访问了德国舰队。11月22日，海因里希亲王于基尔登上不伦瑞克号，然后乘舰前往丹麦，将丹麦的卡尔亲王送至挪威——由后者在当地加冕为挪威的哈康七世国王。不伦瑞克号于11月30日返抵基尔。12月14日，不伦瑞克号的分舰队副司令旗舰地位被战列舰腓特烈·威廉选帝侯号所取代，后者设有更大的指挥设施。
1906年也遵循相同的模式，以12月在北海的舰队操练作为终结，然后返回基尔。1907年上半年，在北海的进一步演习占据了舰队的大部分时间，随后是前往挪威的夏季巡航，以及8月和9月的年度秋季演习。9月25日，海军少将阿道夫·帕申把他的将旗从临近退役的腓特烈·威廉选帝侯号转移至不伦瑞克号，使不伦瑞克号恢复了副司令旗舰的职能。在1908年和1909年，已更名为公海舰队的舰队都进行了深入大西洋的大规模巡航。第一次于1908年7月13日启动，不伦瑞克号先是从7月23日至8月7日在拉斯帕尔马斯停留，然后于8月13日返回德国参加秋季演习。1909年的巡航则从7月7日开始，并持续至8月1日，期间曾于7月18－27日期间到访西班牙的拉科鲁尼亚。在1909年9月的秋季舰队演习结束后，来自不伦瑞克号的骨干船员被转移至新式无畏战列舰威斯特法伦号，而原德皇卡尔大帝号的船员则被补充入不伦瑞克号。
1910年5月，舰队在卡特加特海峡举行了训练演习。而在1910年和1911年的夏季巡航中，公海舰队都去往挪威海域；这两年同样还有前往波罗的海西部的冬季巡航。1912年4月26日，不伦瑞克号被汉诺威号战列舰取代了副司令旗舰的职务。这年，不伦瑞克号没有参加夏季的训练巡航，而是临时缩减了其船员编制。至12月8日，当更多的水兵登舰后，它才得以重返海军少将埃哈德·施密特麾下的第三分舰队第五支队服役。该舰参加了1913年2月和3月的冬季训练巡航，以及5月在北海的操练。然而，事实证明不伦瑞克号的回归是短暂的；7月30日，其船员编制在基尔被第二次裁减，以补充至此时新入役的战列舰阿尔贝特国王号。不伦瑞克号作为一艘闲置舰艇被编入波罗的海的预备役支队。

### 第一次世界大战

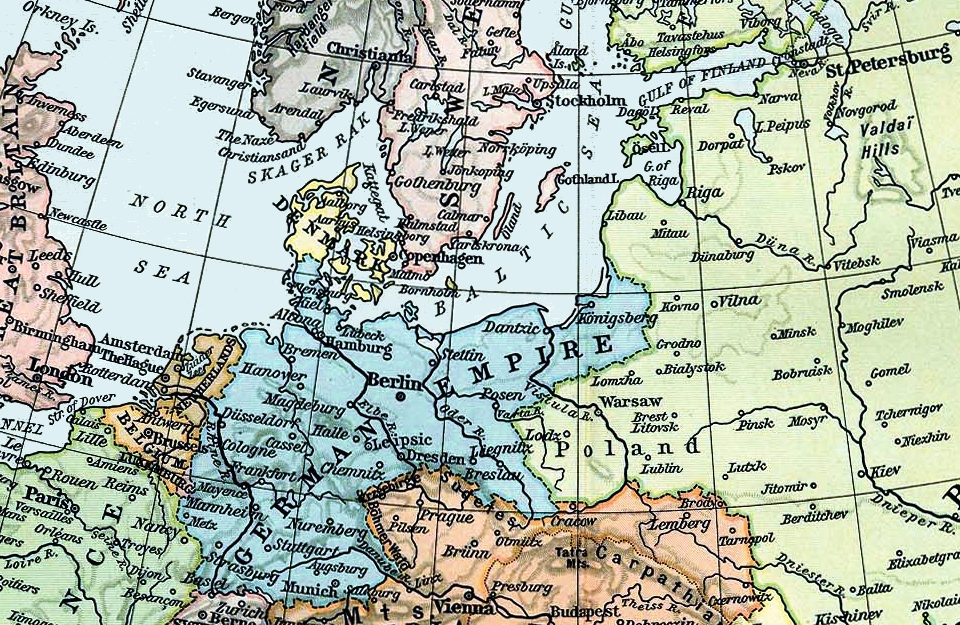
1911年的北海及波罗的海地图

1914年7月28日，德国的盟友奥匈帝国向塞尔维亚宣战，标志着第一次世界大战爆发。同一天，不伦瑞克号连同预备役支队余部获再次动员，投入战时运用。舰只于8月1日重新入役，并加入了第四战列分舰队，阵中兵力还包括其姊妹舰阿尔萨斯号以及五艘维特尔斯巴赫级战列舰，均受此时已晋升为海军中将的埃哈德·施密特指挥。翌日，该分舰队副司令、海军少将赫尔曼·阿尔贝茨登舰，将不伦瑞克号作为他的旗舰。必要设备的安装工作于8月7日完成，四天后，第四分舰队的舰只已为参与行动准备就绪。不伦瑞克号开始单独以及随后的分舰队训练，并一直持续至9月初。训练演习在8月26日中断，当时这些舰只受命前往营救受困的小巡洋舰马格德堡号——后者在波罗的海东部的奧斯穆斯島附近搁浅。然而，在8月28日救援部队到达之前，舰上的船员便已被迫引爆凿沉装药摧毁了马格德堡号。结果，不伦瑞克号随分舰队余部当天退回至博恩霍姆島展开进一步的训练演习。
从9月3日开始，第四分舰队在大巡洋舰布吕歇尔号的协助下对波罗的海进行了扫荡。这次行动一直持续至9月9日，却未能俄国海军部队投入战斗。行动过后，不伦瑞克奉命在易北河口周边的北海海域担任岸防任务。9月12日，舰上发生意外爆炸，造成6人死亡、16人负伤，但舰体只有轻微损伤。当月下旬，第四分舰队的舰只被调回波罗的海。陆军要求海军进行佯动，以使俄国人将他们的兵力留存在波罗的海沿岸，而不是重新部署至加利西亚。9月21日，阿尔贝茨将他的将旗转移至施瓦本号战列舰。翌日，海军波罗的海部队总司令海因里希亲王登上不伦瑞克号，使其成为是次行动的旗舰，指挥范围从而包含了第五战列分舰队的老式战列舰。这些舰只被派往但泽搭载地面部队，其中由不伦瑞克号及第四分舰队先行出航。然而，在收到英国潜艇出没于波罗的海的报告后，是次行动被提前取消。两个分舰队在博恩霍姆岛会合，其后再继续前往基尔，于9月26日抵达。
从1914年12月5日至1915年3月2日，不伦瑞克号在易北河口担任警戒舰职责。5月6日，第四分舰队受命对攻击利鲍提供支援。不伦瑞克号及其它舰只驻扎于哥特兰岛附近，以拦截任何可能试图干预登陆的俄国巡洋舰；然而，俄国人却没有这样做。英国潜艇E1号和E9号曾于5月10日发现第四分舰队，但因距离太远而无法实施攻击。从5月28日至7月3日，不伦瑞克号再次在易北河口驻扎。第二天，当布雷巡洋舰信天翁号在波罗的海受损后，第四分舰队又被调往增援该地区的德国海军力量。此外，陆军再次要求海军提供协助，此次是要对在利鲍周边的行动提供支援。7月7日，不伦瑞克离开基尔驶向波罗的海东部。7月11日和19日，德国巡洋舰在第四分舰队的掩护下对波罗的海沿岸进行了扫荡，但期间并未与俄国部队交战。
1915年8月，公海舰队试图肃清控制里加湾的俄国海军，以协助德军向里加推进。第四分舰队与由八艘拿骚级和黑尔戈兰级战列舰组成的第一战列分舰队一同，外加三艘大巡洋舰和一些小型舰艇，组成了一支特遣部队。特遣队受海军中将弗朗茲·馮·希佩爾指挥，但作战指挥权仍交予施密特。8月8日清晨，德国人开始向海湾进军；不伦瑞克号和阿尔萨斯号的任务是与俄国前无畏舰光荣号交战，以阻止它干扰德国扫雷艇的行动。然而，当明确了扫雷艇无法在夜幕降临前清除雷区时，施密特便取消了行动。第二次尝试于8月16日进行；这一次，不伦瑞克号留在了湾区外围，与光荣号交战的任务则交予无畏舰拿骚号及波森号。至8月19日，俄国雷区已被清除完毕，区舰队进入了海湾。但协约国潜艇在该地区出没的报告则促使德国人于翌日上午终止了是次行动。
不伦瑞克号一直留在利鲍，直至9月底才被召回基尔，并于23日抵达。两天后，它恢复在易北河口担任警戒舰职责，一直持续至10月4日。它于翌日返回基尔，并于10月12日被重新部署至利鲍，与阿尔萨斯号和梅克伦堡号一起守卫港口。10月12日，英国潜艇E18号向不伦瑞克号发射了一枚鱼雷，但未能命中目标。12月14日，德皇威廉二世登舰视察。在战争的这一节点，海军在为更重要的舰艇配备兵员时遇到困难，且由于潜艇的威胁，德国的老式战列舰因水下保护不足使得它们无法继续在波罗的海运用。结果，第四分舰队解散，其中大部分舰只被下放至预备役。然而，不伦瑞克号却成为了东波罗的海侦察部队司令、海军中将弗里德里希·舒尔茨的旗舰。1916年1月5日，不伦瑞克号、梅克伦堡号、小巡洋舰柏林号连同第十鱼雷艇区舰队离开利鲍驶向基尔，然后再继续前往汉堡。在那里，不伦瑞克号进入布洛姆－福斯船厂进行维修，历时从1月10日至2月26日。
3月4日，不伦瑞克号回到利鲍，开始担任舒尔茨的指挥舰。在此期间，其船员编制已经缩减到仅能维持港口防御的程度。6月，海军司令部进一步减少了在波罗的海作战的舰艇数量，舒尔茨于6月3日离开不伦瑞克号，他的职务已被第六侦察集群的指挥官接管。舰只于8月1日离开利鲍前往基尔，并在两天后抵达。8月24日，其船员遭到进一步裁减。此后，它被用作海军新兵的教练船，直至1917年8月20日退役；继而再充当第三潜艇区舰队的宿营船，直至1918年11月战争结束。

### 战后生涯
结束战争的《凡尔赛条约》明确规定，德国可以保留六艘“德国或洛林式”战列舰。不伦瑞克号被选中继续为经过重组的魏玛国家海军服役。从1921年至1922年，该舰在威廉港的国家海军船厂进行了现代化改造。它于1921年12月1日重新入役，最初只有减编的船员规模，但舰上的工程一直持续至翌年。随着工程于1922年3月1日结束和船员完成整编，不伦瑞克号取代了小巡洋舰汉堡号成为北海海军基地的旗舰，受海军少将康拉德·莫姆森指挥。当时，这支部队由不伦瑞克号、汉堡号、小巡洋舰阿科纳号和几艘鱼雷艇组成。4月11日，莫姆森的职务由海军少将特奥多尔·皮伦接替。7月，不伦瑞克号出访挪威，分别于8－13日在弗雷泰姆和13－17日在蒙达尔停留。从8月下旬至9月15日，北海基地的舰艇与来自波罗的海基地的舰艇举行了联合演习，期间弗里德里希·艾伯特曾于9月5日和6日登舰视察。
1923年，不伦瑞克号的舰桥得到重建和扩大。这一年遵循与以往相同的模式，于7月造访外国港口；不伦瑞克号在行程中分别在芬兰的赫尔辛基和瑞典的哥德堡作停留。8月和9月再次举行联合军演，之后皮伦离舰。10月15日，时任海军部队总司令（Oberbefehlshaber der Seestreitkräfte）的漢斯·曾克爾中将对舰队的架构进行重组，他解散了北海和波罗的海司令部，代之以基于舰种的编制。为此，不伦瑞克号被编入战列支舰队，并在那里担任曾克尔的旗舰，部队成员则还包括有汉诺威号。1924年2月和3月，不伦瑞克号曾在波罗的海充当破冰船。7月的例行外访巡航比往年航行得更远，进入了大西洋。期间不伦瑞克号从7月6日至13日在拉科鲁尼亚停靠。舰队演习随后于8月底举行，演习结束后，舰队还锚泊在萨斯尼茨附近，接受即将荣休的海军部部长、海军上将保羅·貝恩克的检阅。曾克尔获提拔接替贝恩克的职位，其原职则由此时已晋升为海军中将的莫姆森继任，后者再次将不伦瑞克号选作其旗舰。进一步的训练演习于9月29日至10月5进行。
1925年4月1日，舰队的指挥架构再度进行重组，海军部队总司令成为了舰队长。舰队规模也随着黑森号和阿尔萨斯号的入列而得到扩大，但不伦瑞克号仍然担任旗舰。当月下旬，舰队的战列舰和巡洋舰在波罗的海展开了一次巡航，而6月的夏季巡航则前往挪威。不伦瑞克号在包括斯塔万格和巴尔霍尔门在内的多座城市均有停留。该舰还参加了同年的基尔赛船周，并见证了瑞典舰队在赛事期间的来访。1926年1月31日，不伦瑞克号退役，其舰队旗舰的职责由石勒苏益格-荷尔斯泰因号接替。至1931年3月31日，不伦瑞克号正式从海军序列中除籍，并临时在威廉港作废船使用，直至最终拆解报废。

## 延伸阅读
- Dodson, Aidan. . Warship 2014 (London: Conway Maritime Press). 2014: 49–69. ISBN 978-1591149231.
- Gardiner, Robert; Gray, Randal (编). . Annapolis: Naval Institute Press. 1985. ISBN 978-0-87021-907-8.